# Engenes
Engenes es una localidad pesquera en Ibestad en Troms, Noruega. Se localiza en la punta noroeste de Andørja. Es sede de la iglesia de Andørja.